# 窦希瓘
窦希瓘（672年—755年1月31日），字希璀，唐朝外戚，出自河南窦氏，窦诞之孙，窦孝谌之子，窦希瑊、窦德妃的弟弟，唐玄宗的舅舅。
窦希瓘年幼时和哥哥窦希瑊、窦希球被流放岭南。神龙初年，随例昭雪免罪。窦希瓘赐爵毕国公，后改名窦希𤤺。窦希瓘初为左散骑常侍，开元二十七年（739年）窦希球去世，四月乙酉，太子少傅窦希𤤺为开府仪同三司。唐玄宗以早失母亲，尤重外祖家，窦希瓘兄弟三人都封国公，食实封。窦希瓘之子窦锷，尚玄宗女永昌长公主，恩宠赏赐赉甚厚。其兄弟贪鄙，过分聚敛财富，窦希瓘比儿子们更过分。天宝七载（748年），有窦勉（窦沔）暗中交巫祝，窦勉犯法，窦希瓘因信其诡说，被停官，放归田园。不久以尊老，又授开府仪同三司，依旧朝会。天宝十三载十二月十五乙巳（755年1月31日），太子少師、开府仪同三司、毕国公窦希瓘去世。玄宗在行在痛哭，赠司徒。财货钜万。

## 子孙
- 窦铉，太子左贊善大夫
- 窦锷，駙馬都尉、祕書監
  - 窦克恭
- 窦濬，涇王傅
- 窦沔，壽王傅
  - 窦克良，駙馬都尉
  - 窦克温
- 窦漼，陳王府長史